# Initiative populaire « Économiser dans l'armée et la défense générale - pour davantage de paix et d'emplois d'avenir »
L'initiative populaire « Économiser dans l'armée et la défense générale - pour davantage de paix et d'emplois d'avenir » appelée également « initiative en faveur d'une redistribution des dépenses », est une initiative populaire suisse, rejetée par le peuple et les cantons le 26 novembre 2000.

## Contenu
L'initiative propose d'ajouter un article 23 aux dispositions transitoires de la Constitution fédérale pour réduire de moitié les crédits alloués à la Défense sur une période transitoire maximale de 10 ans. Elle prévoit d'allouer au moins un tiers des montants ainsi économiser « au renforcement de la politique de paix sur le plan international ».
Le texte complet de l'initiative peut être consulté sur le site de la Chancellerie fédérale.

## Déroulement

### Contexte historique
Le 24 septembre 1992, le Parti socialiste dépose une initiative populaire « pour moins de dépenses militaires et davantage de politique de paix » qui demande déjà une réduction de moitié des dépenses liées à la Défense nationale tout en demandant un encouragement de l'engagement du pays pour « la prévention des conflits, [..] leur règlement pacifique, [le] désarmement et [..] la sécurité collective » ainsi qu'une augmentation des efforts dans le domaine de la sécurité sociale. Contrairement à l'étude du Conseil fédéral qui juge cette initiative recevable, le Parlement la déclare nulle le 20 juin 1995 car « ne respectant pas le principe de l'unité de la matière au sens de l'article 121, 3e alinéa, de la constitution ».
Quelques mois à peine après cette décision, le même texte est repris dans cette nouvelle initiative à l'exception du passage posant problème concernant l'augmentation de la sécurité sociale. Selon les initiants, la réduction du budget de la Défense se justifie par la fait que « la Suisse dispose actuellement de l’armée la plus importante d’Europe par ses effectifs, et aussi la plus chère », les dépenses n'ayant diminué que d'un dixième depuis 1997 contre un tiers dans le reste du monde.

### Récolte des signatures et dépôt de l'initiative
La récolte des 100 000 signatures nécessaires débute le 26 septembre 1995. Le 26 mars 1997, l'initiative est déposée à la Chancellerie fédérale, qui constate son aboutissement le 13 juin.

### Discussions et recommandations des autorités
Le Parlement et le Conseil fédéral recommandent le rejet de l'initiative. Dans son message aux Chambres fédérales, le gouvernement juge suffisante la contribution du Département de la défense aux mesures d'économie depuis 1991 ; il affirme également qu'une diminution des crédits telle que demandée par l'initiative « occasionnerait des dommages irréparables à notre défense nationale » tout en entraînant la perte de milliers d'emplois.
Les recommandations de vote des partis politiques sont les suivantes : 
| Parti politique              | Recommandation |
| ---------------------------- | -------------- |
| Démocrates suisses           | non            |
| Parti chrétien-social        | oui            |
| Parti démocrate-chrétien     | non            |
| Parti évangélique            | oui            |
| Parti libéral                | non            |
| Parti de la liberté          | non            |
| Parti radical-démocratique   | non            |
| Parti socialiste             | oui            |
| Union démocratique du centre | non            |
| Les Verts                    | oui            |

### Votation
Le 26 novembre 2000, l'initiative est refusée par 16 6/2 cantons (soit tous à l'exception des cantons de Vaud, Neuchâtel Genève et du Jura) et par 62,4 % des suffrages exprimés. Le tableau ci-dessous détaille les résultats par canton :